# Линден (Индијана)
Линден (енгл. Linden) град је у америчкој савезној држави Индијана.

## Демографија
По попису из 2010. године број становника је 759, што је 59 (8,4%) становника више него 2000. године.
| Група             | 2000.       | 2010.       |
| Белци             | 684 (97,7%) | 732 (96,4%) |
| Афроамериканци    | 2 (0,3%)    | 4 (0,5%)    |
| Азијати           | 0 (0,0%)    | 0 (0,0%)    |
| Хиспаноамериканци | 3 (0,4%)    | 13 (1,7%)   |
| Укупно            | 700         | 759         |